# Caqui
El caqui o palosanto (del género Diospyros) es el nombre genérico de varios árboles cultivados por sus frutos llamados caquis. Etimológicamente procede del japonés kaki (柿 - カキ). El nombre científico del caqui es Diospyros kaki, que significa "fruta del fuego divino". La grafía kaki también figura en el DLE como nombre para el árbol y su fruta.
El caqui, también conocido como palo santo, es una fruta tropical que pertenece a la familia de las Ebanáceas. Existen distintas especies de consumo, de tamaño y sabor diferenciados, entre las que destacan; el caqui de China (D. kaki), el de Japón (D. lotus) y el americano (D. virginiana). Tiene un color anaranjado rojizo que recuerda al tomate, tiene una pulpa suculenta, dulce y gelatinosa.
La especie de la que recibe su nombre el fruto es D. kaki, mientras que D. lotus y D. virginiana se utilizan como portainjertos de la primera.
Son árboles de la familia del ébano (Ebenaceae) de hasta 12 metros de altura, caducifolios y que pueden ser de floración monoica, dioica o hermafrodita. En el cultivo suelen utilizarse los tipos monoicos y solo pies femeninos para, mediante partenocarpia, evitar la formación de semillas.
El fruto es una baya, con el cáliz persistente, y que puede ser astringente (por la presencia de tanino) y entonces se da una maduración completa en el árbol, o bien no astringentes y de maduración completa después de la cosecha. Tiene la particularidad de que no se puede consumir en el momento de la recolección, ya que necesita un proceso de sobremaduración debido a su aspereza, por lo que se suele tratar antes untándolo con alguna clase de bebida alcohólica fuerte, como el coñac, el aguardiente o la cazalla.

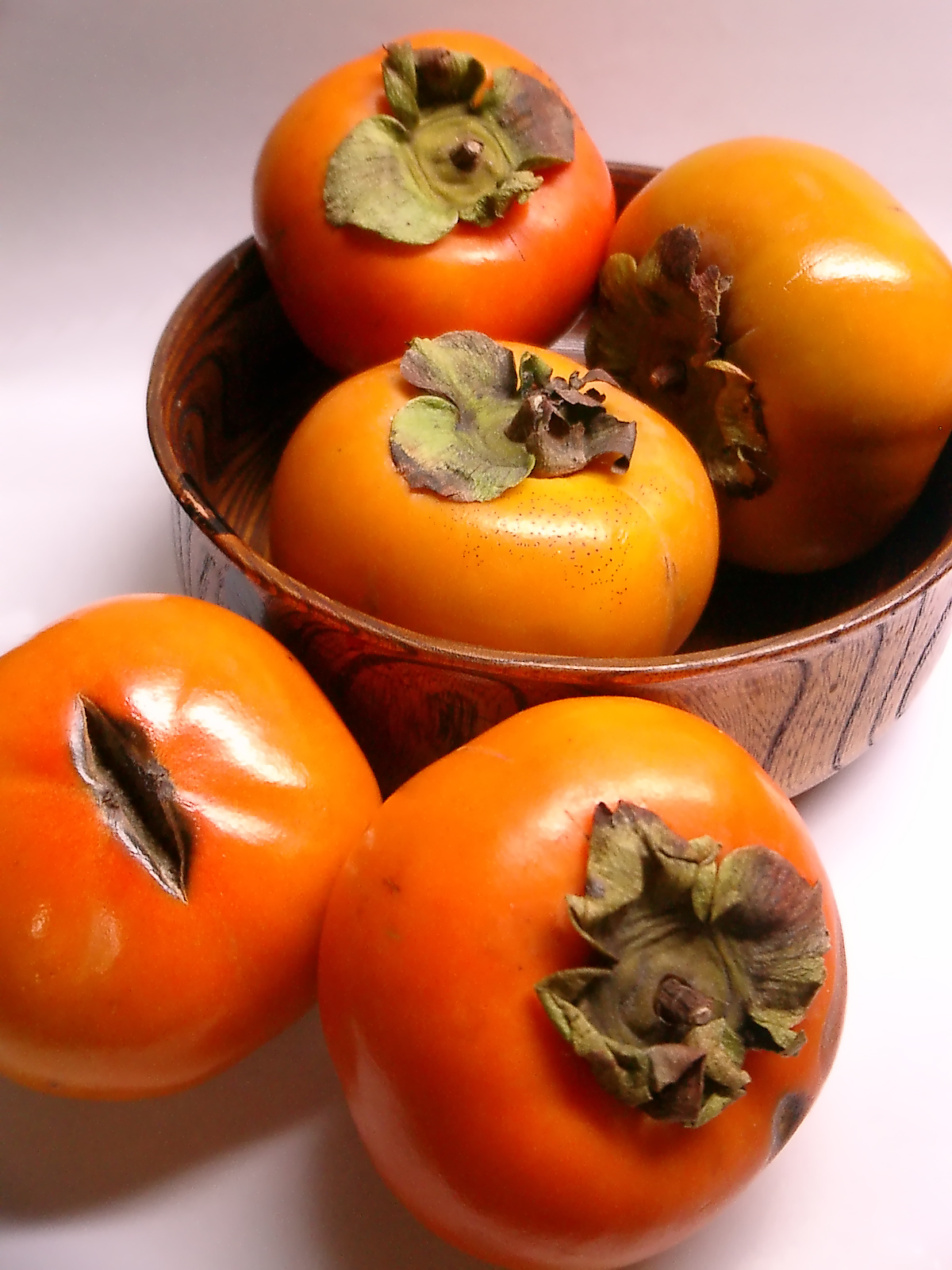
Caqui, frutos.

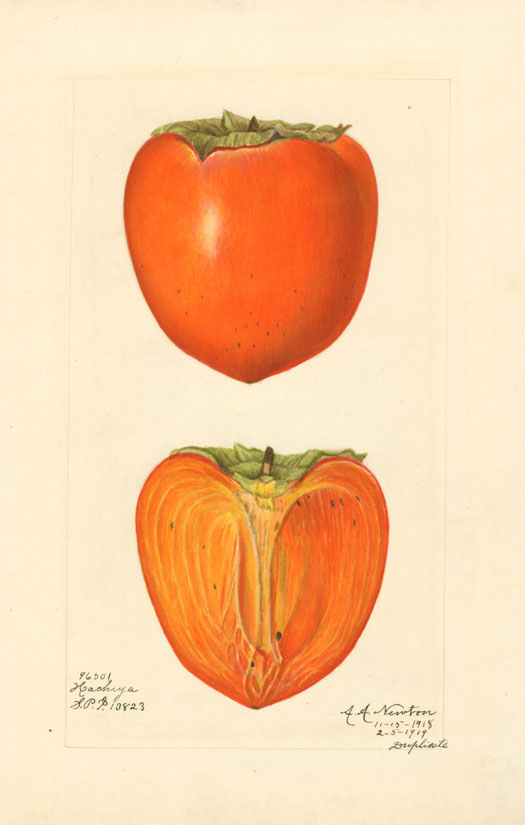
Fruto de Caqui de la variedad japonesa 'Hachiya' en Amanda A. Newton, 1887

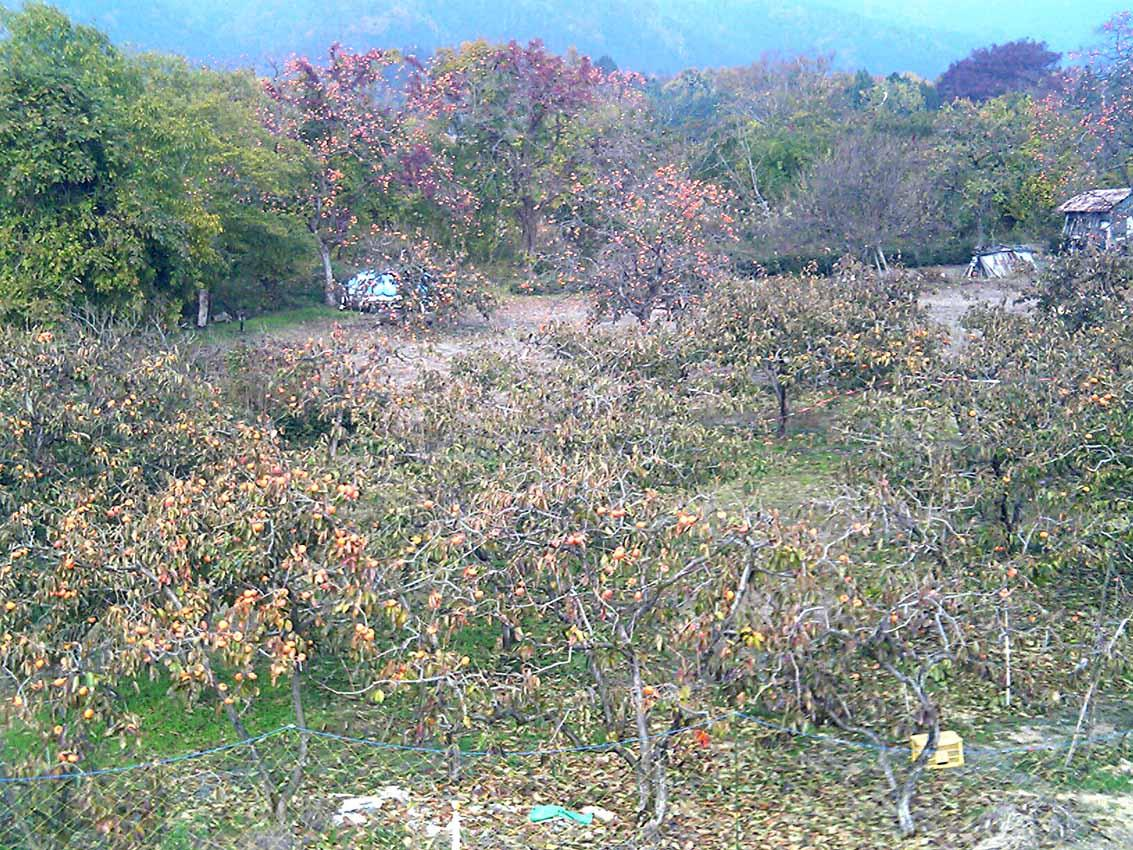
Un cultivo en Japón.

| Producción de caqui – 2017 | Producción de caqui – 2017          |
| País                       | Producción en millones de toneladas |
| -------------------------- | ----------------------------------- |
| China                      | 4.2                                 |
| España                     | 0.4                                 |
| Corea del Sur              | 0.4                                 |
| Japón                      | 0.2                                 |
| Brasil                     | 0.2                                 |
| Mundo                      | 5.8                                 |
| Fuente: FAOSTAT de la FAO  |                                     |

## Cultivo y producción

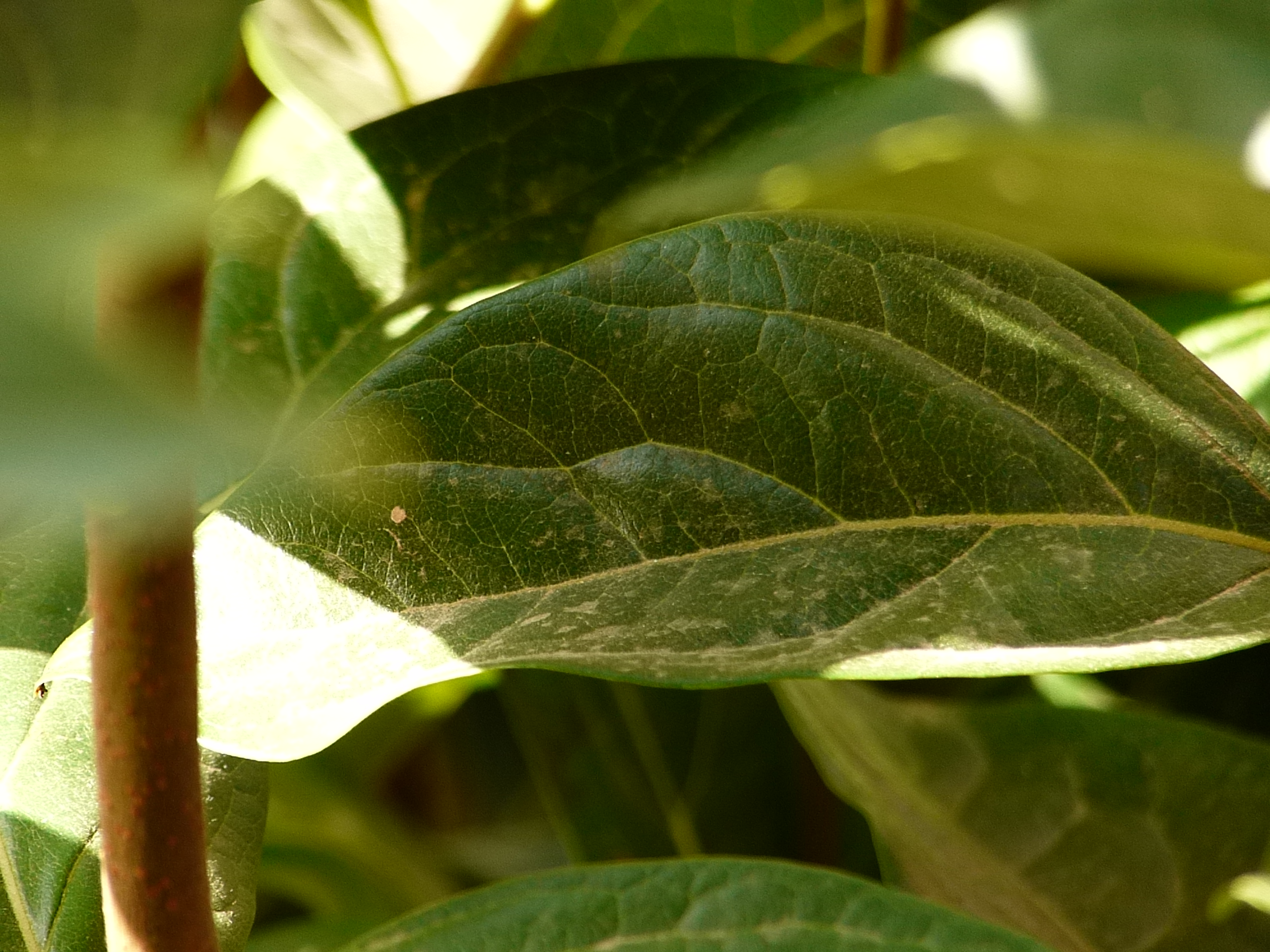
Hoja de caqui

El cultivo del caqui se remonta al siglo VIII en China y Japón y llegó a principios del siglo XIX a Estados Unidos y aproximadamente en 1870 a España. Actualmente los principales productores mundiales son China, España, Corea del Sur, Japón y Brasil. También se cultiva en Israel (de donde procede la variedad "Sharoni" idéntica a la variedad americana "Triumph"), Italia y Eslovenia.
Desde hace varios años, se cultiva sistemáticamente en la comarca de la Ribera del Júcar (España) y en la ribera del Río Segura, donde ha llegado a sustituir un producto tan tradicional, aunque devaluado, como la naranja. La variedad autóctona "Rojo Brillante" es la única amparada en la denominación de origen "Kaki de la Ribera del Júcar". Surgió de forma espontánea como consecuencia de la siembra de semillas en el margen de una parcela en el término municipal de Carlet. Hacia 1960 se injerta la primera plantación en el término municipal de Carlet. A partir de esos momentos el caqui tuvo un rápido crecimiento. Hoy esta variedad supone más del 95 por ciento del caqui cultivado en la Comunidad Valenciana, habiendo alcanzado en la actualidad una producción cercana a las 25.000 toneladas.

## Fruto
El "Rojo Brillante" pertenece a la variedad (CFA) de frutos astringentes. Dentro del corto espacio de tiempo en que maduran las variedades de caqui conocidas, el "Rojo Brillante" puede considerarse como una variedad de media estación. El árbol es de buen vigor, produciendo frutos gruesos, oblongos, de buena calidad y aspecto. Admite bien los tratamientos posteriores a su cosecha para la eliminación de la astringencia, pero su epidermis es delicada, lo que dificulta su manipulación y lo convierte en un fruto muy sensible a adversidades climatológicas como las heladas o el granizo.
Las características de esta variedad son:
- Color: Piel semiadherente y de grosor medio, con color amarillo anaranjado en la recolección y rojo intenso al madurar.
- Gusto: Dulce en la madurez y muy astringente (abundancia de taninos) antes de alcanzarla, salvo que se someta a un tratamiento desastringente.
- Pulpa: De tacto consistente y color naranja rojizo en la recolección. En la madurez se caracteriza por un color rojo intenso y pulpa acuosa.
- Forma: De sección transversal redondeada y ligeramente alargado en la sección longitudinal.

Los caquis se pueden consumir de dos formas diferentes: "Clásico", el de la pulpa blanda. Se recolecta maduro con una textura blanda que hace que se coma con cucharilla. "Persimón", es el de la pulpa dura. "Persimón" es el nombre que reciben los frutos de la variedad "rojo brillante" tras ser sometidos a un tratamiento en almacén, por el que se elimina la astringencia, permitiendo ser consumido con cuchillo y tenedor. Dicho proceso consiste en recolectar los frutos aún sin madurar y conservarlos en torno a 20 °C entre 2 y 4 días en cámaras con una atmósfera controlada con una concentración de 5.000 ppm de etanol y con una humedad relativa del 90%. Presenta un color anaranjado y su textura es más firme, permitiendo su comercialización y exportación. 
El consumo de caquis es recomendable ya que contienen caroteno y criptoxantina, ambos ricos en vitamina A. También tienen un alto contenido en vitamina C. Son ricos en potasio, azúcar y glucosa. Con su actividad antioxidante con efectos beneficiosos que disminuyen el riesgo de determinadas enfermedades degenerativas (cáncer, cataratas, problemas cardiovasculares, etc.).[cita requerida] También se recomienda su consumo para combatir la diarrea y la colitis.
Su consumo como fruta fresca es delicioso aunque también se puede consumir como mermelada, crema helada, sorbete, flan, pastel, pudín o bebida refrescante.

## Propiedades nutritivas

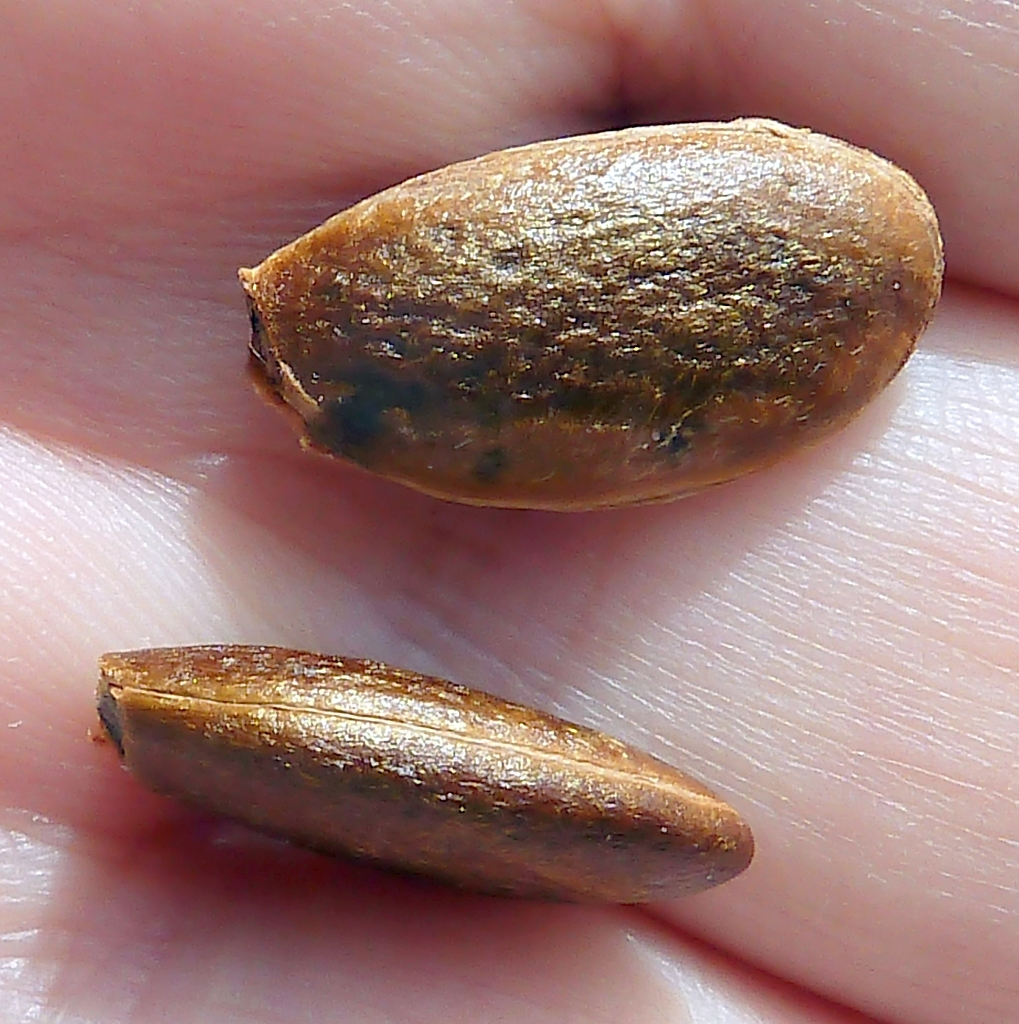
Semillas de caqui

Su composición es distinta en función de la variedad que se trate, pero todos ellos tienen en común su elevado contenido de agua. Aporta una cantidad importante de hidratos de carbono (fructosa, glucosa) y escasa de grasas y proteínas, por lo que su valor calórico es bastante elevado respecto a otras frutas. En cuanto a su aporte de fibra, contiene pectina, de tipo soluble, en cantidad moderada. Respecto de su contenido de vitaminas y minerales, destaca la provitamina A o beta-caroteno, que le confiere al fruto su color característico, la vitamina C y el potasio. El beta caroteno se transforma en vitamina A en nuestro organismo conforme este lo necesita. La vitamina A es esencial para la visión, el buen estado de la piel, el cabello, las mucosas, los huesos y para el buen funcionamiento del sistema inmunológico. La vitamina C interviene en la formación de colágeno, huesos y dientes, glóbulos rojos y favorece la absorción del hierro de los alimentos y la resistencia a las infecciones. Ambas vitaminas, cumplen además una función antioxidante. El potasio es un mineral necesario para la transmisión y generación del impulso nervioso y para la actividad muscular normal, interviene en el equilibrio de agua dentro y fuera de la célula. En menor proporción se encuentran ciertas vitaminas del grupo B (B1, B2, y B3) y los minerales, calcio, fósforo, hierro y sodio.

## El caqui en la cocina
Lo más habitual es tomarlo como fruta. Cuando está maduro, a principios de otoño, basta con partirlo horizontalmente y comérselo con cuchara.
En el rojo brillante, una vez maduro, la pulpa cercana a la piel es gelatinosa y dulce como si de una mermelada se tratara, pero no empalaga.
Si se trata de un caqui Sharon, una variedad israelí, el sabor es más suave, ligero y menos dulce, y su textura es fresca y crujiente.